# Dragon Age: Origins – Awakening
Dragon Age: Awakening (укр. Доба Дракона: Пробудження) — сюжетне розширення рольової відеогри Dragon Age: Origins, розроблене канадською студією BioWare і випущене 16 березня 2010 року в Північній Америці й 18 березня в Європі на платформах Microsoft Windows, Xbox 360, PlayStation 3 та 31 серпня 2010 року на MacOS X. Awakening додає нову сюжетну кампанію, яка розгортається після фіналу Dragon Age: Origins. Розширення представило нових компаньйонів, класові спеціалізації та навички.

## Ігровий процес
Детальніші відомості про ігровий процес ви можете знайти в статті Dragon Age: Origins.
На початку гри гравець має можливість або імпортувати свого персонажа з Dragon Age: Origins, або створити нового. Максимальний рівень було підвищено до 35 (із 25 у базовій грі), що залишається дійсним для всіх випущених надалі доповнень, а новостворений персонаж починає гру з 18-го рівня. Механіка очок досвіду залишається незмінною. На початку гри також можливо імпортувати деякі сюжетні вибори з основної кампанії. Якщо ж персонаж гравця загинув у фіналі базової гри або гравець бажає створити нового персонажа для цього розширення, протагоністом за замовчуванням стає Сірий Вартовий з орлейської гілки Ордену. У зв'язку з додаванням нових навичок і спеціалізацій, командою розробників було ухвалено рішення змінити формули обчислення шкоди. Нові спеціалізації були розроблені не з наміром підсилити персонажів, а внести розмаїття і налаштувати їх роль в ігровій партії. Оскільки в базовій грі була відсутня можливість перерозподілу вмінь, а Awakening гравець починає з вже зайнятими слотами спеціалізацій, розробники додали «Manual of Focus» — внутрішньоігровий предмет, за допомогою якого можливо скинути навички та спеціалізації для протагоніста та усіх напарників.
Компаньйонами в Awakening стають п’ять нових персонажів, кожен з власним персональним квестом, та вже відомий гравцю з базової гри Оґрен, персональний квест якого, напряму зв'язаний з виборами гравця у Dragon Age: Origins. Можливість розпочати роман з будь-яким компаньйоном, на відміну від базової гри, відсутня, хоча система схвалення і подарунків працює за старим принципом.

## Синопсис
Події відбуваються через шість місяців після фіналу Dragon Age: Origins в Амарантині (англ. Amaranthine), що розташований вздовж північно-східного узбережжя Ферелдену. Гравець бере на себе роль Верховоди Сірих Вартових Ферелдену або Вартового присланого з Орлею, у випадку смерті протагоніста в базовій грі, який намагається відновити порядок в Амарантині та розслідує чутки про появу темнородів у цих землях.
Прибувши до Чатової тверджі (англ. Vigil's Keep), яку Ордену Сірих Вартових Ферелдену надали в нагороду за перемогу над Архідемоном під час П'ятого Мору, командувач стикається з нападом на твердь невідомого, значно розвинутішого виду темнородів. Під час свого розслідування командувач дізнається про існування Архітектора (англ. The Architect) — унікальної істоти,  що, скоріш за все є одним із перших темнородів, тевінтерських магістрів, відізвавшися на клик Прадавніх Богів. Хоча мотиви Архітектора залишаються невідомими до самого фіналу гри, він розповідає протагоністу про «Матір» (англ. Mother), напів-розумну та божевільну плодоматку темнородів. Гравці мають захистити Амарантайн і Чатову тверджу від навал орд Матері та вирішити питання з Архітектором.

### Персонажі
З героїв оригінальної гри в доповненні присутні Оґрен (актор озвучування Стів Блум), коваль Вейд і Геррен, а також можуть з'явитися Анора, Алістер, Вінн та Лоґейн (залежно від вибору гравців в Dragon Age: Origins). З них супутником буде тільки Оґрен.
- Майрі (акторка озвучування Алікс Вілтон Реґан) — людина, лицарка, що супроводжує головних героя/героїню під час їхнього походу до Чатової тверджі, рекрутка Сірих Вартових, ким вона мріяла стати все життя. Після того, як Чатова тверджа була очищена від темнородів, дівчина загинула під час обряду Посвяти.

- Андерс (актор озвучування Ґреґ Елліс) — людина, маг-відступник з ферелденского Кола. Природжений порушник спокою, Андерс неодноразово втікав з вежі, демонструючи неймовірну винахідливість. Але попри всю його вигадливість і талант, йому ніколи не вдавалося остаточно втекти від храмовників. Під час чергової спроби втечі він зустрів Вартового/Вартову-Верховоду. Може бути прийнятий в Сірі Вартові за бажанням гравців.

- Натаніель Гоу (актор озвучування Саймон Чедвік) — людина, син Рендона Гоу. Проникнувши в Чатову тверджу, що належала раніше його родині, Натаніель хотів забрати фамільні цінності, однак його схопили та кинули до в'язниці. У гравців є можливість стратити Натаніеля, або ж прийняти його в Сірі Вартові.

- Веланна (акторка озвучування Ґрей ДеЛайл) — долійська ельфійка-магеса. Була вигнана зі свого клану. Відрізняється кепським характером, зневажливо ставиться до людської раси (вона вважає, що саме люди викрали її сестру, і тепер хоче жорстоко помститися). У гравця є можливість взяти Веланну в орден Вартових.

- Сіґрун (акторка озвучування Наталія Сіґліуті) — гномка з Легіону мертвих. Була вигнана, щоб зустріти смерть у бою з темнородами. З усього Легіону вона одна залишилася жива. Вона б також загинула, якби не зустрілася з головним героєм. Дізнавшись, що її рятівник/рятівниця — Вартовий/Вартова, просить приєднатися до групи й самій стати Сірою Вартовою.

- Справедливість (актор озвучування Адам Ледбітер) — доброзичливий до смертних дух із Затіння. Сам того не бажаючи, дух вселяється в тіло мертвого Сірого Вартового Крістофа. Дізнавшись, ким Крістоф був раніше, дух вирушає разом з головними героєм/героїнею, допомагаючи винищувати темнородів.

## Оцінки та відгуки
| Агрегатор  | Оцінка                              |
| ---------- | ----------------------------------- |
| Metacritic | ПК: 82/100 X360: 80/100 PS3: 80/100 |

| Видання       | Оцінка |
| ------------- | ------ |
| Eurogamer     | 9/10   |
| Game Informer | 7.5/10 |
| GameSpot      | 8/10   |
| IGN           | 8.5/10 |

Згідно з агрегатором рецензій Metacritic, Dragon Age: Origins – Awakening отримало схвальні відгуки від ігрових видань.
Сюжет розширення та нові персонажі були тепло сприйняті критиками. Мікаель Сундберг з GameReactor назвав персонажів «чудовими» і похвалив розробників за чудовий підбір акторів та їх високий рівень озвучки як нових, так і вже відомих нам персонажів. Він також похвалив динаміку взаємодії та діалогів між новими компаньйонами, зазначивши що часто не міг вибрати кого взяти у свою активну партію, бо однаково сильно хотілося послухати прирікання всіх напарників. Стів Баттс із IGN теж високо оцінив нових персонажів, хоча і був дещо засмучений відсутністю хоча б короткого камео більшої кількості вже знайомих нам по базовій грі героїв, сказавши: «Трохи прикро, що так мало твоїх супутників повернулося до Awakening, навіть у камео. Попри те, що він був ефективним, єдиний напарник, який повернувся, був одним із найменш симпатичних для мене персонажів (прим.пер. — він має на увазі Оґрена)».
Оновлена бойова система також прийшлась до душі більшості критиків. Джон Волкер із Eurogamer похвалив переосмислення розробниками різниці у рівнях складності, назвавши рівні складності в оригіналі «справжнім безладом». Він також сказав: «нові види атак, бафів, заклинань і навичок роблять бій набагато цікавішим, дозволяючи вам вибирати з широкого спектра здібностей, а не спамити дві чи три». Кевіну ВанОрду з GameSpot також сподобалось розширення дерева навичок: «ці доповнення сприяють більшій бойовій гнучкості та дають вам більше яскравих здібностей, на які можна з нетерпінням чекати, коли ви підвищуєте свій рівень».
Не всі критики зійшлись у думках стосовно деяких нововведень в ігровій механіці. Так Джо Джуба із Game Informer забракував будівництво та укріплення бази у Чатовій тверджі: «Усі функції, які Awakening міг створити на основі Dragon Age: Origins, відсторонені, начебто команда BioWare знала, куди розширити, але не мала часу, щоб їх конкретизувати. Створення бази в Чатовій тверджі — це лише кілька простих оновлень. Управління регіоном здійснюється в одному довгому діалозі, де ви вершите справедливість. Розкриття змови проти вашого правління — це короткий побічний квест. Можливо, 15-годинної пригоди недостатньо, щоб встигнути заглибитися в ці концепції, але вони здаються досить порожніми та незадовільними».